# Found footage
Found footage (pierwotnie found footage film – od połowy XX wieku) – wykorzystywanie istniejących materiałów filmowych (ich fragmentów) innych autorów, zwykle żyjących do powstania nowego dzieła. Found footage traktowany jest jako ważny nurt współczesnej sztuki filmowej; nie należy go mylić z techniką filmową o nazwie found footage.
Krytycy uznają wytwory found footage za pełnoprawne utwory artystyczne, niektórzy teoretycy za rodzaj sztuki krytycznej. Ten filmowy ready-made zwykle polega na cytowaniu istniejącego utworu wbrew lub w oderwaniu od pierwotnej wersji. Utwór found footage jest utworem samoistnym.
Technika found footage traktuje pierwotny utwór jako „surowiec” i materiał twórczy. Twórcy found footage łączą fragmenty cudzych utworów (wielu autorów) z własnymi lub/oraz przetwarzają je.

## Plastyka
W plastyce found footage polega na łączeniu (kompilacji) oryginalnych fragmentów cudzych dzieł z utworami własnymi artysty lub/oraz ich transformacji (zwykle cyfrowej). Nowe dzieło jest zbudowane z fragmentów dzieł sztuk wizualnych (traktowanych jako surowiec, półprodukt, podzespół, materiał), których autorami są inne niż autor kompilacji osoby. Celem jest uzyskanie oryginalnego dzieła, samoistnego utworu plastycznego, nośnika nowych treści i nowych jakości wizualnych.
Artyści związani z tą dyscypliną sztuki to między innymi: Józef Robakowski, Wojciech Bruszewski, twórcy kojarzeni z Łodzią Kaliską oraz Wilhelm Sasnal, Anna Baumgart, Tomasz Kozak, Beata Wąsowska.

## Film
Found footage film został opisany w fachowej literaturze związanej ze sztuką (w Polsce przez Łukasza Rondudę); organizowane są festiwale oraz pokazy takich filmów, często w prestiżowych miejscach takich jak Centrum Sztuki Współczesnej Zamek Ujazdowski w Warszawie, Galeria Sztuki Współczesnej „Bunkier Sztuki” w Krakowie, czy Centrum Sztuki Współczesnej „Łaźnia” w Gdańsku.